# Thanawat Tirapongpaiboon
Thanawat Tirapongpaiboon (Thai: ธนวัฒน์ ถิรพงศ์ไพบูลย์, Rufname: Maen – แมน; * 14. Dezember 1993 in Nakhon Pathom, Zentralthailand) ist ein thailändischer Snookerspieler. In den 2010ern war er für mehrere Spielzeiten Profispieler auf der World Snooker Tour.

## Karriere
Thanawat, der auch unter seinem Rufnamen Maen bekannt ist, wurde Ende 1993 in Nakhon Pathom, einer Stadt in Zentralthailand, geboren. Er ist buddhistischen Glaubens. Als Elfjähriger begann er mit dem Snookerspiel und lernte unter anderem vom ehemaligen Profispieler Suriya Suwannasingh. Ab 2007 nahm er mit einigem Erfolg an thailändischen Junioren- und Erwachsenenturnieren teil. Auf internationaler Bühne machte er ab 2009 auf sich aufmerksam. Er erreichte das Viertelfinale der U21-Weltmeisterschaft 2009, das Halbfinale der U21-Asienmeisterschaft 2009 und das Finale der U21-Asienmeisterschaft 2010, das er knapp gegen den Chinesen Liu Chang verlor. Noch im Sommer 2010 belegte er bei der Asienmeisterschaft 2010 den dritten Platz. Parallel nahm er auch an der Pontin’s International Open Series teil, hatte dort aber weitaus weniger Erfolg. Mitte 2010 nominierte ihn die Asian Confederation of Billiard Sports in Angesicht seiner Erfolge in Asien für die Saison 2010/11 der professionellen Snooker Main Tour. Dadurch wurde er erstmals Profispieler. Seine Debütsaison war allerdings von frühen Niederlagen geprägt. Nur beim Rhein-Main Masters und beim German Masters erreichte er immerhin die Runde der letzten 32. Beim ersten Turnier gelang ihm als zu diesem Zeitpunkt jüngster Spieler der Geschichte zudem ein offiziell anerkanntes Maximum Break.
Gleichwohl verlor er seinen Profistatus am Saisonende wieder, da sein Platz 83 auf der Snookerweltrangliste bei weitem nicht für eine Qualifikation für die nächste Saison ausreichte. Anschließend versuchte Thanawat, sich über die neu eingeführte Q School direkt wieder für die Profitour zu qualifizieren. Mit diesem Vorhaben scheiterte er allerdings, auch wenn er im zweiten Event ins Halbfinale seiner Gruppe kam. Immerhin konnte er dank zweier Wildcards und den Gegebenheiten der Players Tour Championship – die für Amateure die Möglichkeit bot, sich gesondert für das eigentlich professionelle Turnier zu qualifizieren – während der Saison 2011/12 mehrfach an Profiturnieren teilnehmen. Ferner gewann er im Snooker-Doppel der Südostasienspiele 2011 zusammen mit Noppon Saengkham eine Bronzemedaille. Entscheidend war schließlich allerdings Thanawats Teilnahme an der U21-Snookerweltmeisterschaft 2011, bei der er das Finale erreichte und gegen Noppon gewann. Auf diesem Wege qualifizierte er sich wieder für die Profitour. Diesmal erhielt er eine Startberechtigung für gleich zwei Saisons, beginnend mit der Spielzeit 2012/13.
Thanawat startete gut in seinen zweiten Anlauf auf der Profitour und erreichte das Achtelfinale der 6-Red World Championship und die finale Qualifikationsrunde des Shanghai Masters. Dadurch wurde er Ende September bereits auf Platz 67 der Snookerweltrangliste geführt, der höchsten Platzierung seiner Karriere. Im weiteren Saisonverlauf konnte er unter anderem das Achtelfinale der Kay Suzanne Memorial Trophy und das Viertelfinale der Scottish Open und der Munich Open erreichen. Trotzdem verschlechterte er sich bis zum Saisonende leicht und stand nun auf Rang 70. Da die nächste Saison für Thanawat etwas schlechter verlief und er nur beim Paul Hunter Classic das Achtelfinale erreichte, verschlechterte er sich bis zum Ablauf seiner zweijährigen Startberechtigung Mitte 2014 Rang 78. Dadurch verpasste er erneut die direkte Qualifikation. Er hatte diesmal aber Glück und konnte im Sommer die U21-Asienmeisterschaft gewinnen. Dadurch konnte er seine Profizeit direkt um zwei weitere Spielzeiten verlängern.
Während der folgenden Saison nahm Thanawat allerdings nur an einem Teil der Turniere teil. Bei jenen, bei denen er mitspielte, schied er zudem meist früh aus. Bezeichnenderweise erzielte er sein bestes Ergebnis jener Zeit, als er bei den nicht-professionellen Südostasienspielen 2015 im Snooker-Einzel das Viertelfinale erreichte. Daneben nahm er auch rege an thailändischen Amateurturnieren teil. Derweil platzierte er sich auf der Profi-Weltrangliste gerade mal auf Rang 103. Zusätzlich erhöhte Thanawat das Pensum seiner Turnierteilnahmen in der nächsten Saison keinesfalls. Zwar erreichte er immerhin bei der 6-Red World Championship und bei den Haining Open die Runde der letzten 32, doch am Ende verbesserte er sich so nur auf Platz 97. Erneut misslang ihm dadurch die direkte Qualifikation für die nächste Saison. Da er darauf verzichtete, sich um eine direkte Wiederqualifikation zu bemühen, wurde er im Sommer 2016 wieder Amateur.
In den folgenden Jahren schaffte es Thanawat, sich in die Reihe der führenden Amateurspieler Asiens einzureihen. Bei der Asienmeisterschaft konnte er 2018 das Viertelfinale und 2019 das Finale erreichen, verlor aber letzteres gegen Pankaj Advani. Dagegen gewann er gegen Mohammad Bilal 2018 das Endspiel der Asienmeisterschaft im Six-Red-Snooker. Weitere Erfolge sammelte er auf weltweiter Bühne. Bei den Amateurweltmeisterschaften stand er 2016 und 2019 im Viertelfinale und 2018 im Halbfinale. Bei der Amateurweltmeisterschaft im Six-Red-Snooker schied er je einmal im Achtel- und im Viertelfinale aus. 2018 zog er sogar ins Endspiel ein, musste sich aber seinem Landsmann Passakorn Suwannawat geschlagen geben. Eine daraufhin erfolgte Einladung zur professionellen 6-Red World Championship 2018 war ausschließlich von Niederlagen gekennzeichnet. Einen weiteren Titel gewann er gemeinsam mit Passakorn Suwannawat beim IBSF World Team Cup 2018. Während der COVID-19-Pandemie verzichtete er auf weitere internationale Teilnahmen. Erst mit dem zunehmenden Ablaufen der Pandemie meldete er sich auf weltweiter Bühne zurück, als er im Sommer 2022 an der neuen Asia-Oceania Q School teilnahm, die asiatischen Spielern die Qualifikation für die Profitour erleichtern sollte. Thanawat konnte direkt im ersten Event die entscheidende Runde erreichen. Mit einem Sieg über Dechawat Poomjaeng gelang ihm nach sechs Jahren die Rückkehr auf die Profitour. Nur wenige Wochen später endete diese Chance allerdings, als ihm der Weltverband aufgrund von „ernsten Disziplinarangelegenheiten“ aus dem Jahr 2015 die Startberechtigung entzog. Die Tourkarte ging stattdessen an Asjad Iqbal. Am 1. September des gleichen Jahres gab der Weltverband bekannt, Thanawat der Spielmanipulation zu bezichtigen. Es gehe um sechs seiner Profispiele zwischen 2013 und 2015, deren Ergebnisse Thanawat absichtlich manipuliert habe.

## Spielweise
Thanawat trainiert vorrangig im TBC Snooker Club in Bangkok und in der World Snooker Academy in Sheffield. Er selbst sagt über seinen Spielstil, die taktische Fähigkeit, eine sinnvolle Auswahl der als Nächstes zu spielenden Bälle zu treffen, und die Kontrolle über das Bild auf dem Tisch gehöre zu seinen Schwächen.  Nichtsdestotrotz nennt er das Breakbuilding zu seinen Stärke, ebenso wie seine „Furchtlosigkeit“. Auf der Profitour bekam er den Spitznamen Thai-Namite verpasst.

## Erfolge
Einzel
| Ausgang         | Jahr | Turnier                               | Finalgegner          | Ergebnis |
| --------------- | ---- | ------------------------------------- | -------------------- | -------- |
| Amateurturniere |      |                                       |                      |          |
| Zweiter         | 2010 | ACBS U21-Snookerasienmeisterschaft    | Liu Chuang           | 5:6      |
| Dritter         | 2010 | ACBS-Snookerasienmeisterschaft        | Yasin Merchant       | 3:1      |
| Sieger          | 2011 | IBSF U21-Snookerweltmeisterschaft     | Noppon Saengkham     | 9:3      |
| Sieger          | 2014 | ACBS U21-Snookerasienmeisterschaft    | Siyavosh Mozayani    | 6:1      |
| Sieger          | 2018 | ACBS-6-Red-Snooker-Asienmeisterschaft | Mohammed Bilal       | 7:3      |
| Zweiter         | 2018 | IBSF 6-Red-Snooker-Weltmeisterschaft  | Passakorn Suwannawat | 2:6      |
| Zweiter         | 2019 | ACBS-Snookerasienmeisterschaft        | Pankaj Advani        | 3:6      |
| Sieger          | 2022 | Asia-Oceania Q School – Event 1       | Dechawat Poomjaeng   | 4:2      |

Team
| Ausgang | Jahr | Turnier             | Teamkameraden        | Finalgegner             | Ergebnis |
| ------- | ---- | ------------------- | -------------------- | ----------------------- | -------- |
| Sieger  | 2018 | IBSF World Team Cup | Passakorn Suwannawat | Lee Tsz Ho Chau Hon Man | 5:2      |